# Hjördis Schymberg

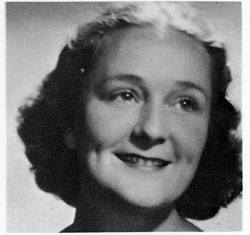
Hjördis Schymberg, um 1950

Hjördis Gunborg Schymberg (24. April 1909 in Gustavsberg, Alnön – 8. September 2008 in Stockholm) war eine schwedische Sopranistin, die insbesondere in den Fächern eines Koloratursoprans und einer lyrischen Sopranistin reüssierte. Sie stand von 1934 bis 1968 auf der Bühne, zählte zu den prominentesten Mitgliedern der Königlichen Oper in Stockholm und wurde dort zur Hovsångerska, zur Hofsängerin, ernannt.
In späteren Jahren erlangte sie Bekanntheit als Gesangslehrerin.

## Leben
Durch den Zweiten Weltkrieg wurde ihre internationale Karriere verzögert. Beispielsweise konnte sie eine Einladung der Metropolitan Opera in New York City nicht annehmen. An ihrem Stammhaus wurden ihr weitere wichtige Partien übertragen, beispielsweise die Fiordiligi in Mozarts Così fan tutte, einstudiert von Maestro Fritz Busch im Jahre 1940 in der Originalsprache. 1947 gastierte sie dann doch an der Met (als Susanna und Gilda) und trat als Mimì in Havanna auf. 1948 war sie als Gilda in Riccione zu hören. 1951 debütierte sie als Violetta und Gilda an der Royal Opera in London, 1953 an der Hamburgischen Staatsoper. Schymberg nahm 1959 ihren Abschied von der Königlichen Oper in Stockholm. Sie blieb aber noch bis 1968 sängerisch tätig, parallel dazu bereits als Gesangslehrerin. 1968 kehrte sie für ihre Abschiedsvorstellung an die Königliche Oper zurück. Danach wurde sie als Lehrerin an die Königliche Musikhochschule Stockholm berufen. Zu ihren bekannten Schülern zählten Gösta Winbergh, Sylvia Lindenstrand, Laila Andersson-Palme und Solveig Kringelborn. 
Schymberg starb am frühen Morgen des 8. September 2008. Sie war 99 Jahre alt.
1961 ergab sich die Möglichkeit, ihr Elternhaus Schymbergsgården zu kaufen. 1965 wurde dort ein Gesangsinstitut etabliert. 1997 übergab sie das Haus der Schymbergsgården Foundation, einer Stiftung für junge Musiker. Dort werden im Sommer Konzerte und Meisterklassen veranstaltet. Seit 2010 wird ein Hjördis-Schymberg-Stipendium vergeben.

## Repertoire

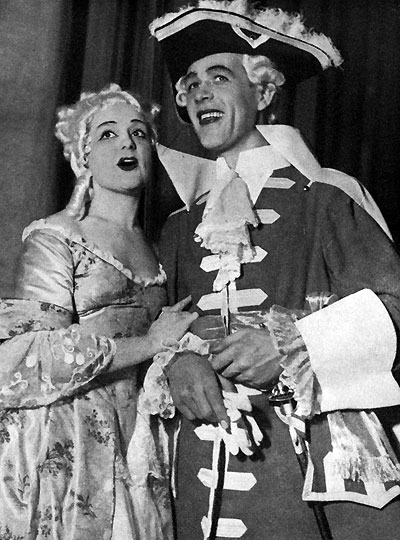
Mit Hugo Hasslo in Così fan tutte, 1940

Die Sängerin verfügte über ein breitgefächertes Repertoire, insgesamt fünfzig Bühnenpartien. Ihre wichtigste Rolle war die Violetta in Verdis La traviata, die sie zwischen 1939 und 1968 mehr als hundertmal auf verschiedenen Bühnen verkörperte – in Stockholm, London, Reykjavik. Sie übernahm die klassischen Koloraturpartien, Königin der Nacht in der Zauberflöte, Rosina im Barbier von Sevilla, Oscar im Maskenball, Olympia in Hoffmanns Erzählungen und Zerbinetta in Ariadne auf Naxos, erst die Blonde, später auch die Konstanze in der Entführung aus dem Serail.

## Tondokumente
1975 veröffentlichte die Schallplattenfirma Unique Opera Records ein Album mit Langspielplatten, welches die Live-Gesamtaufnahme der Verdi-Oper La traviata am 29. August 1939 an der Königlichen Oper in Stockholm wiedergab. Die Hauptrollen verkörperten Hjördis Schymberg als schwindsüchtige Violetta Valéry und Jussi Björling als Alfredo. Es war die letzte Aufführungsserie des Tenors in dieser Rolle. Auszüge dieser Aufnahme finden sich auf verschiedenen Sammlern, darunter The Jussi Björling Series – Radamès, Alfredo, Roméo, Bluebell ABCD 103.
Weitere Schallplattenaufnahmen sind folgenden Opern gewidmet:
- Charles Gounod: Roméo et Juliette (Jussi Björling, Hjördis Schymberg, Leon Björker und Sigurd Björling). Live-Mitschnitt aus dem Jahr 1940 aus der Königlichen Oper Stockholm, Bluebell ABCD 088
- Archiv der Königlichen Oper in Stockholm, Vol 1 – Il trovatore und Manon Lescaut (Schymberg singt mit Jussi Björling in Manon Lescaut, Live-Mitschnitt aus dem Jahr 1959), Caprice Records, CAP 22051
- Archiv der Königlichen Oper in Stockholm, Vol 6 – Mozart in der Königlichen Oper in Stockholm 1952–1967 (Schymberg singt Ausschnitte aus Don Giovanni, Le nozze di Figaro und Die Zauberflöte), Caprice Records CAP 22059
- Hjördis Schymberg, Soprano (Arien von Händel, Gluck, Mozart, Weber, Rossini, Scarlatti, Donizetti, Verdi, Gounod, Bizet, Dvorák und Puccini), Bluebell ABCD 105

## Quelle
- Svenskt kvinnobiografiskt lexikon (schwed.)